# Apache OFBiz
Apache Open For Business (Apache OFBiz) es un software de automatización Open Source que es un proyecto de la fundación Apache (específicamente, un Apache Top Level Project). Como un software de automatización compromete un conjunto maduro de aplicaciones empresariales que integran y automatizan muchos de los procesos de negocio de una empresa.

## Visión general
En realidad Apache OFBiz es un framework (estructura de soporte), un modelo de datos común y procesos de negocios. Todas las aplicaciones se construyen sobre una arquitectura común usando datos comunes y componentes de lógica y procesos.
- El framework provee la infraestructura básica completa en la cual la funcionalidad es construida
- Apache OFBiz añade funcionalidades como:
  - Contabilidad - Acuerdos, Facturación, Gestión de Vendedores, Contabilidad General.
  - Gestión de activos - Gestión de capital y garantías.
  - Catálogo y gestión de productos.
  - Sistema de gestión de almacenes - Herramientas para la facilitar el manejo de inventario.
  - Gestión de Inventarios.
  - Procesamiento de pedidos.
  - CMS - Sistema de Gestión de Contenidos.
  - ERP - Planificación de Recursos Compartidos.
  - CRM - Gestión de clientes.
  - Comercio electrónico
  - Fuerza de ventas - Automatización de funciones de venta y administración.
  - SCM - Administración de Redes de Suministro.
  - MRP - Planificación de los Requerimientos de Material.
  - CMMS/EAM - Gestión de Mantenimiento asistido por Computadora.
  - POS - Punto de Venta y ePOS.
  - Recursos humanos.
  - Gestión de grupos.

## Tecnología
Todos los componentes de Apache OFBiz han sido construidas sobre un framework común. Las funcionalidades pueden ser divididas en las siguientes capas: